# دوباری (فلوریدا)
دوباری (به انگلیسی: DeBary) شهری در شهرستان ولوسیا، فلوریدا است که در سال ۱۹۹۳ بنیان‌گذاری شده‌است. این شهر طبق سرشماری سال ۲۰۱۰ میلادی، ۱۹٬۳۲۰ نفر جمعیت داشته و مساحت آن نیز ۵۵٫۵ کیلومتر مربع است.